# Căciulă rusească

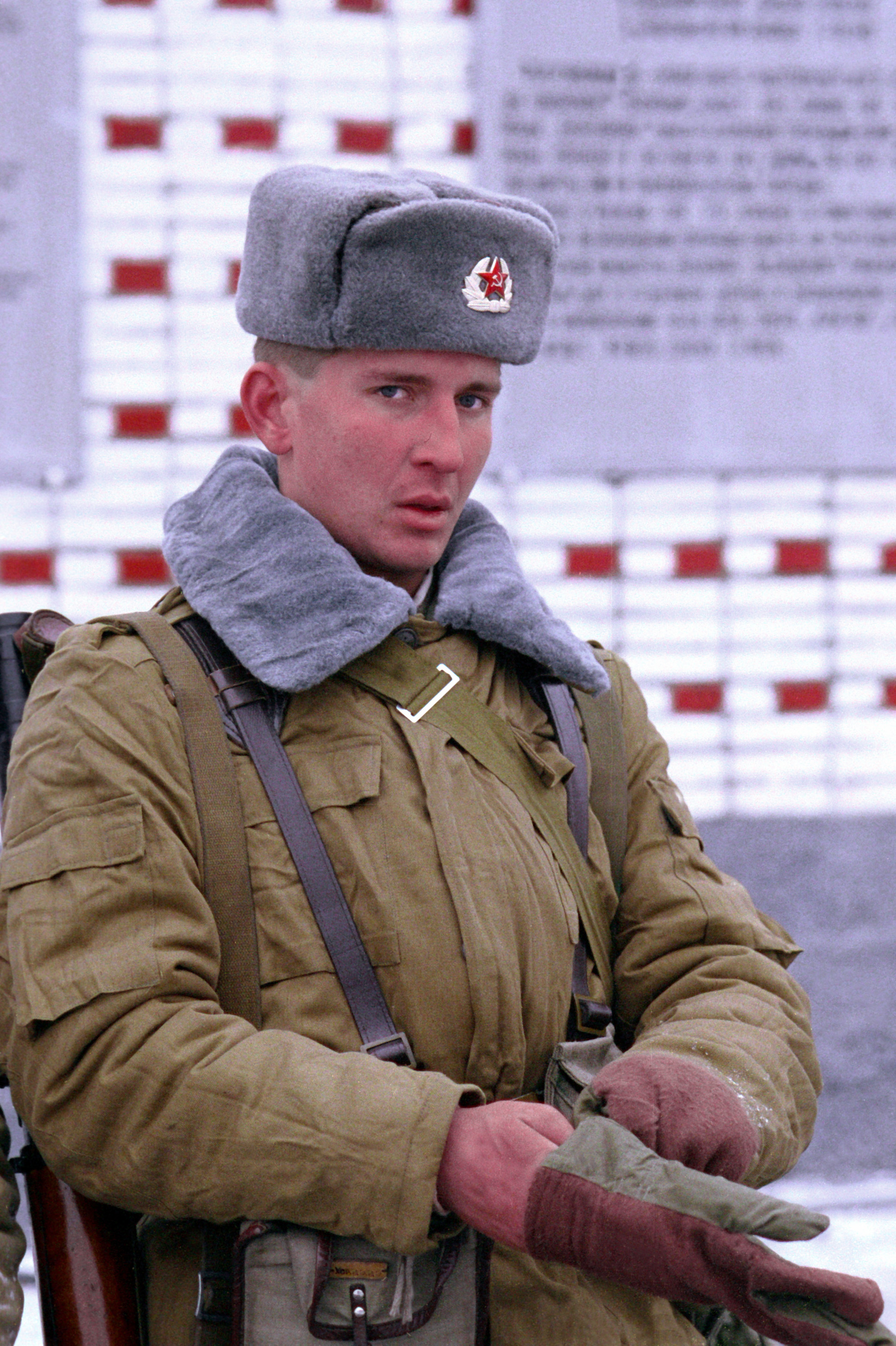
Soldat rus cu ușanca

Căciula rusească sau ușanca (în rusă ушанка, de la уши = urechi) este o căciulă tradițională rusească sau scandinavă din blană înzestrată cu două clape (bucăți mobile atașate lateral) și o parte răsfrântă pe ceafă pentru a acoperi urechile și ceafa și a le proteja contra frigului. Clapele pot fi înnodate în partea de sus a căciulii sau sub bărbie. Căciula rusească este purtată de militari sau oamenii obișnuiți pe timp de iarnă în țările cu climat continental sau polar, precum Rusia și alte state din fosta Uniune Sovietică, Europa de Est, Scandinavia,  Canada, SUA, Coreea de Nord. Este confecționată din blană de oaie,  miel, iepure, vulpe polară, nurcă, bizam sau din blănuri artificiale.

## Uz contemporan

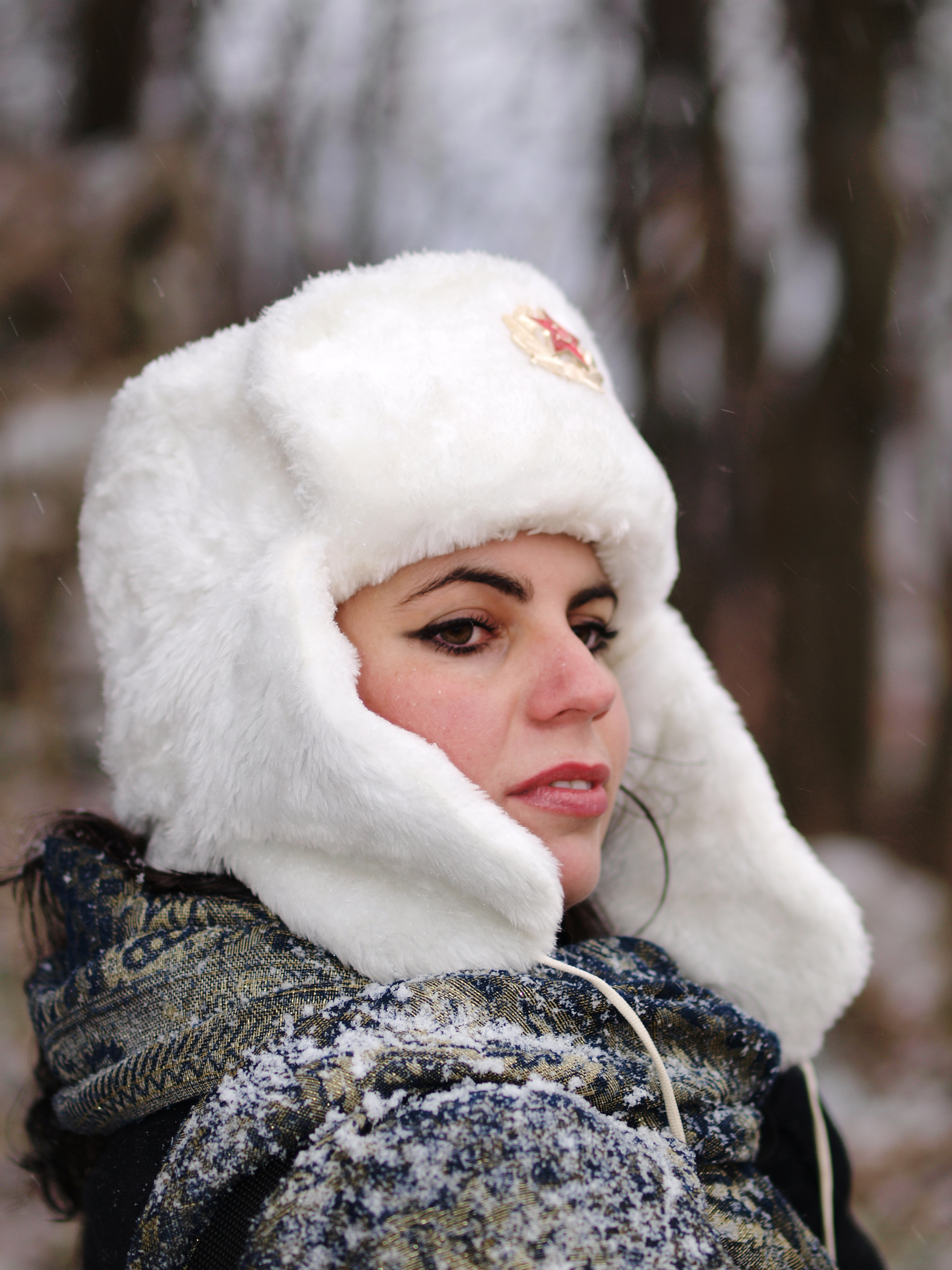
Căciula rusească

Asociată cu puterea sovietică si cu vestimentația tuturor forțelor armate ale Pactului de la Varșovia, ușanca a fost înglobată în uniforma de iarnă a forțelor armate sau polițienești din Canada, Statele Unite și din alte țări vestice. Sunt folosite versiuni de culoare gri (poliția americană, armata), verde (pentru camuflaj) și albastră (poliția, poșta americană, forțele navale). Continuă să fie folosită de forțele polițienești germane, în urma reunificării țării (anterior, era folosită doar de autoritățile din Republica Democrată Germană). Forțele de apărare finlandeze folosesc o căciulă gri cu uniforma M62, și una verde, altfel croită, ca parte a vestimentației de iarnă M91 și M05. Unitățile blindate dețin o căciulă neagră (M92), în timp ce ofițerii pot purta o căciulă albă (M39). Poliția Ecvestră Canadiană deține o căciulă specială (o combinație între o ușancă și o căciulă de aviator), produsă din blană de bizam, care a înlocuit fosta șapcă militară canadiană. O piesă de vestimentație capilară similară este purtată de armata chineză. Prezentă într-o imagine cunoscută a lui Lei Feng, acest tip de căciulă este deseori numită de către chinezi "Căciula lui Lei Feng" (雷锋帽, Lei Feng mao). În anul 2013, armata rusă a anunțat că va renunța la ușancă, în favoarea unui nou design vestimentar.

## Galerie

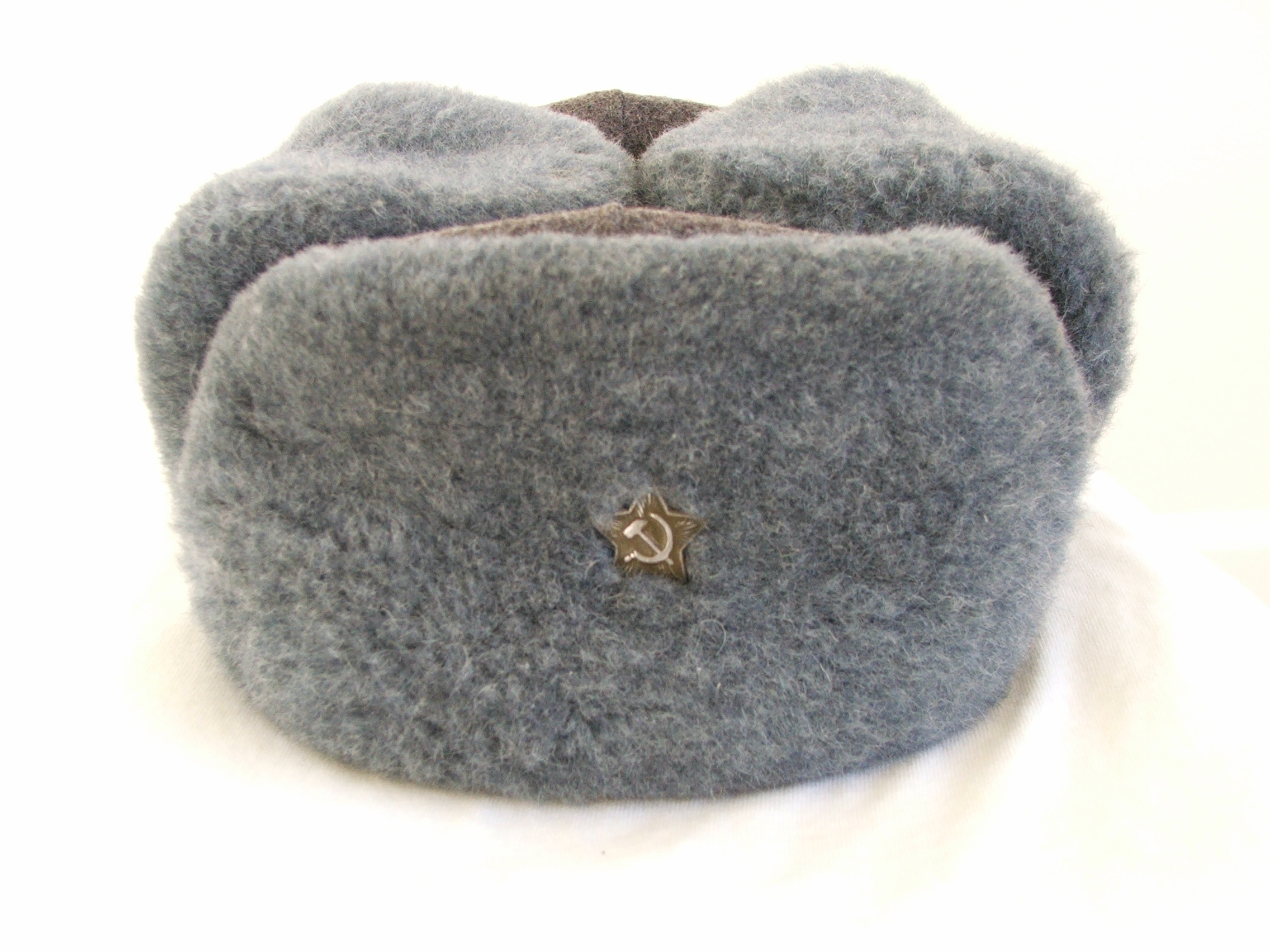
Uşancă din uniforma forţelor armate ale URSS
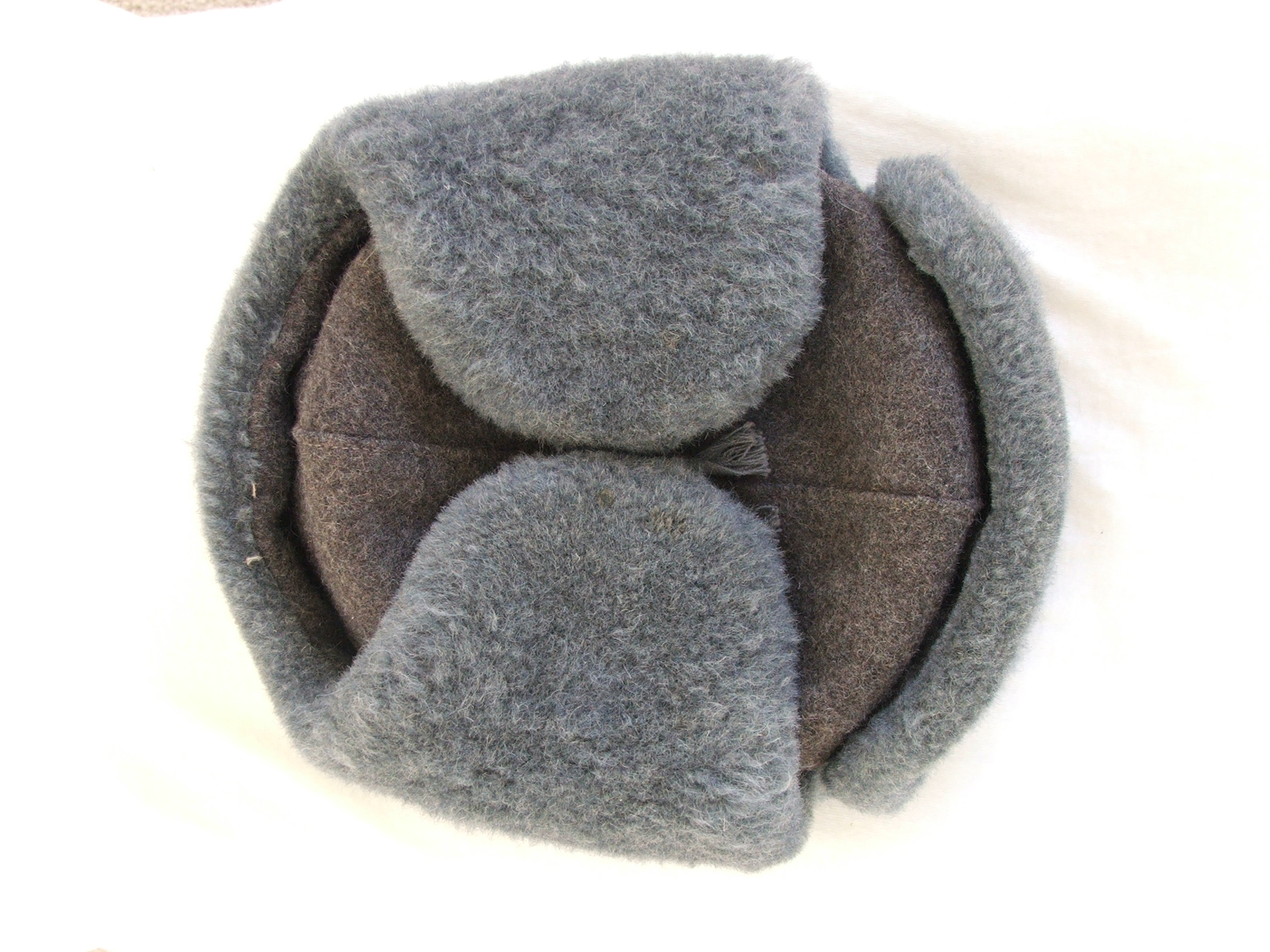
Uşancă cu clapele înnodate în sus
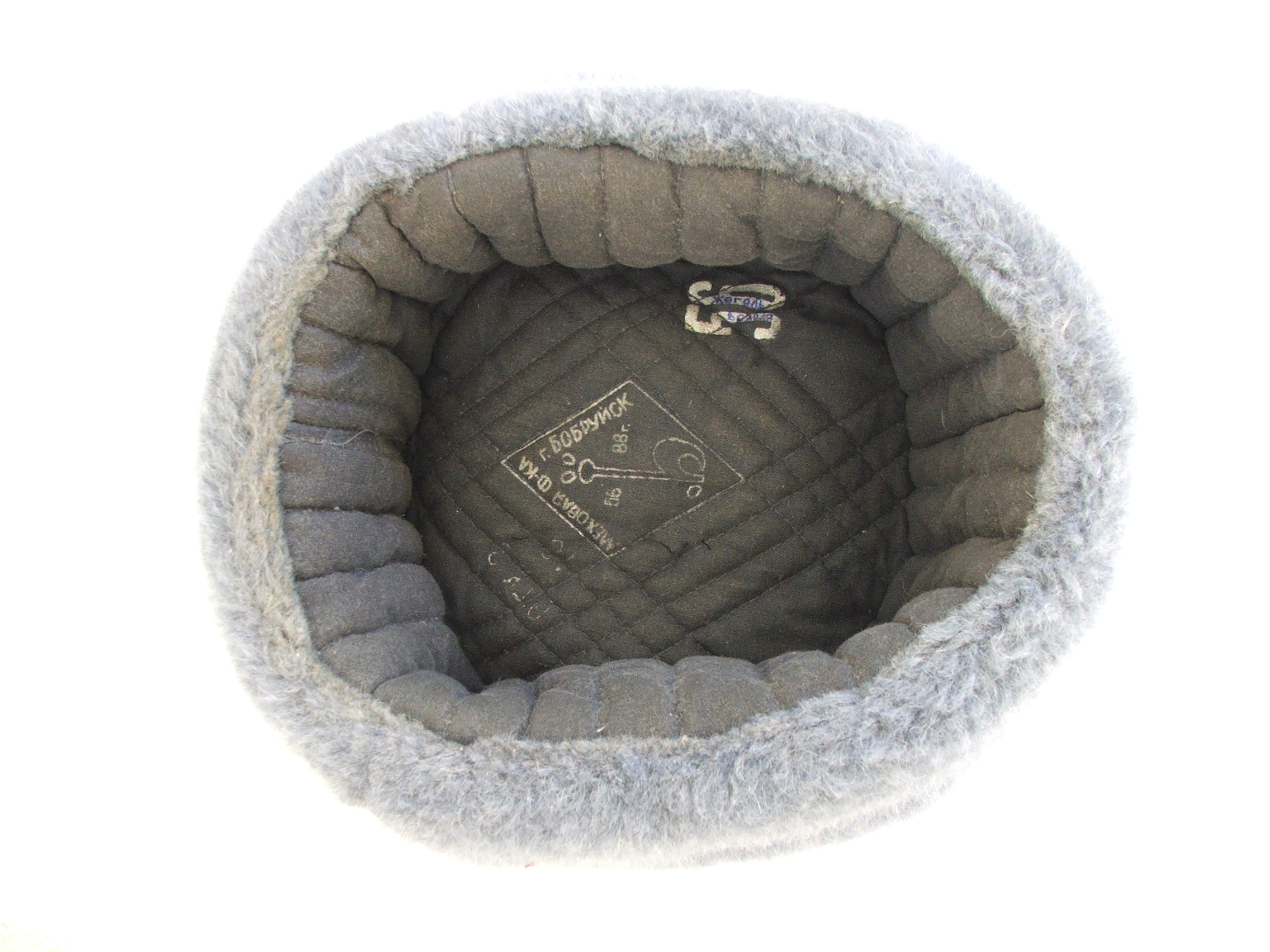
„Fabrica de blănuri, oraşul Bobruisk, 1988, [mărime] 56”
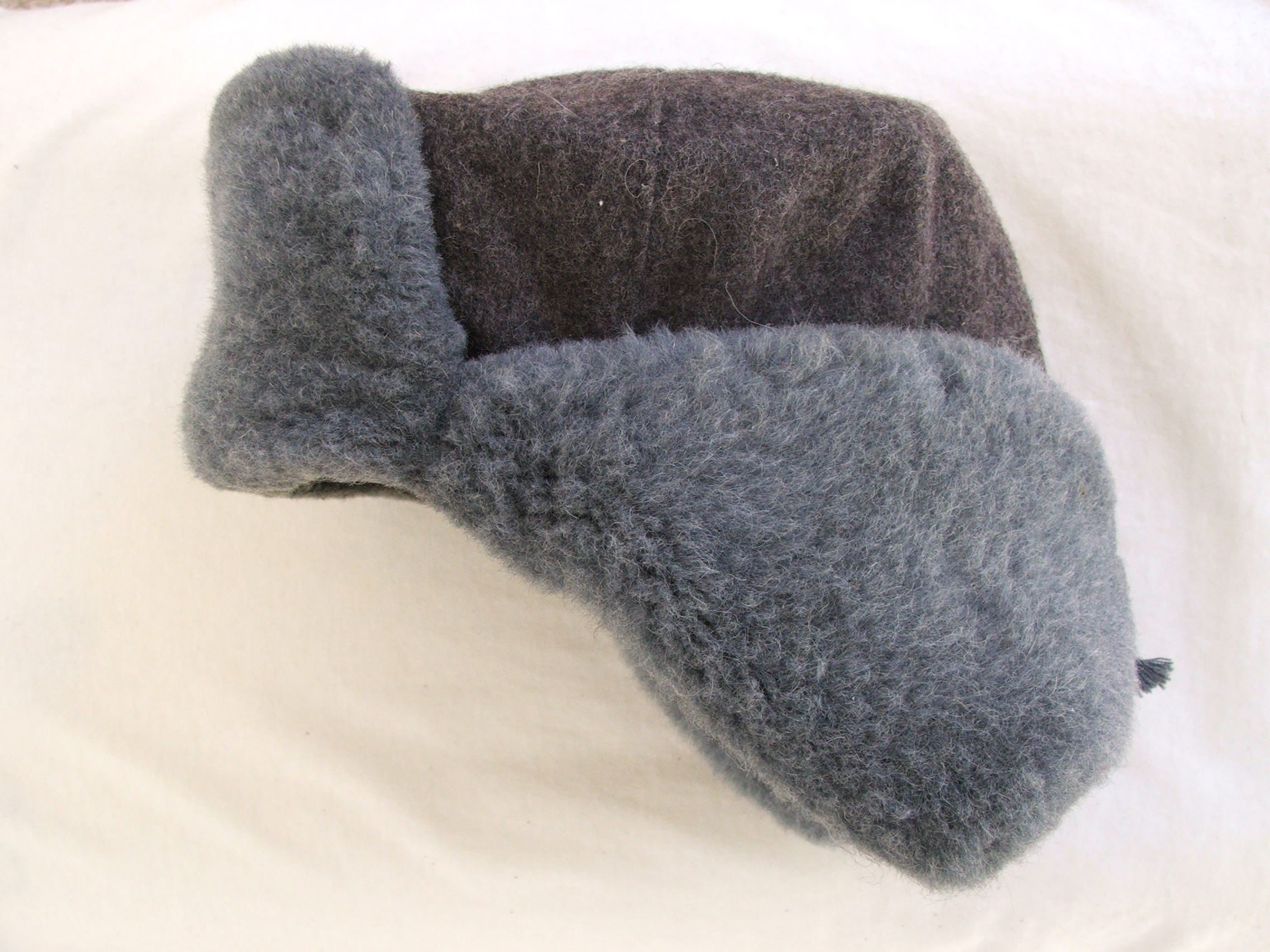
Uşancă cu clapele înnodate la spate
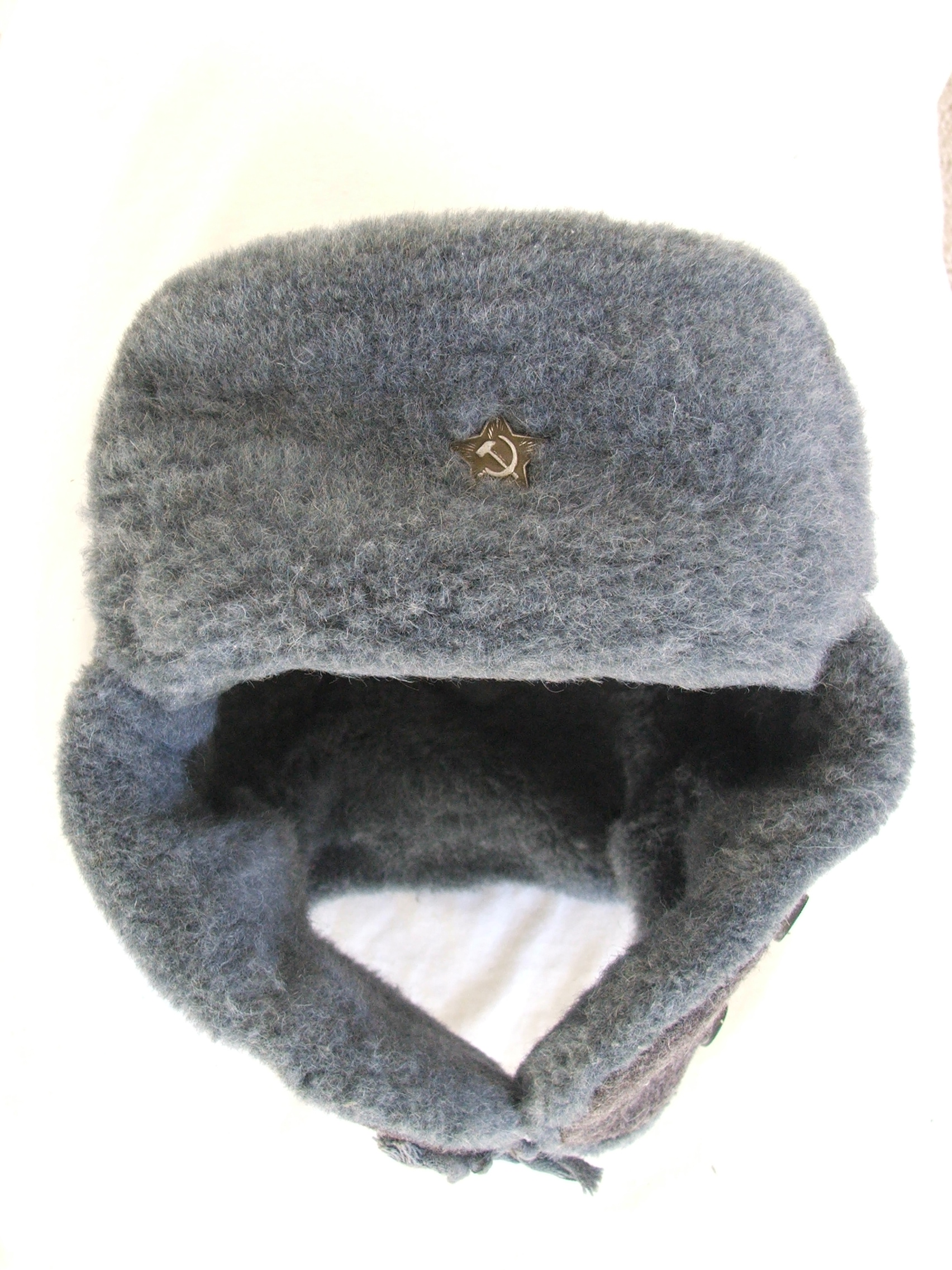
Uşancă cu clapele înnodate sub bărbie (faţă)
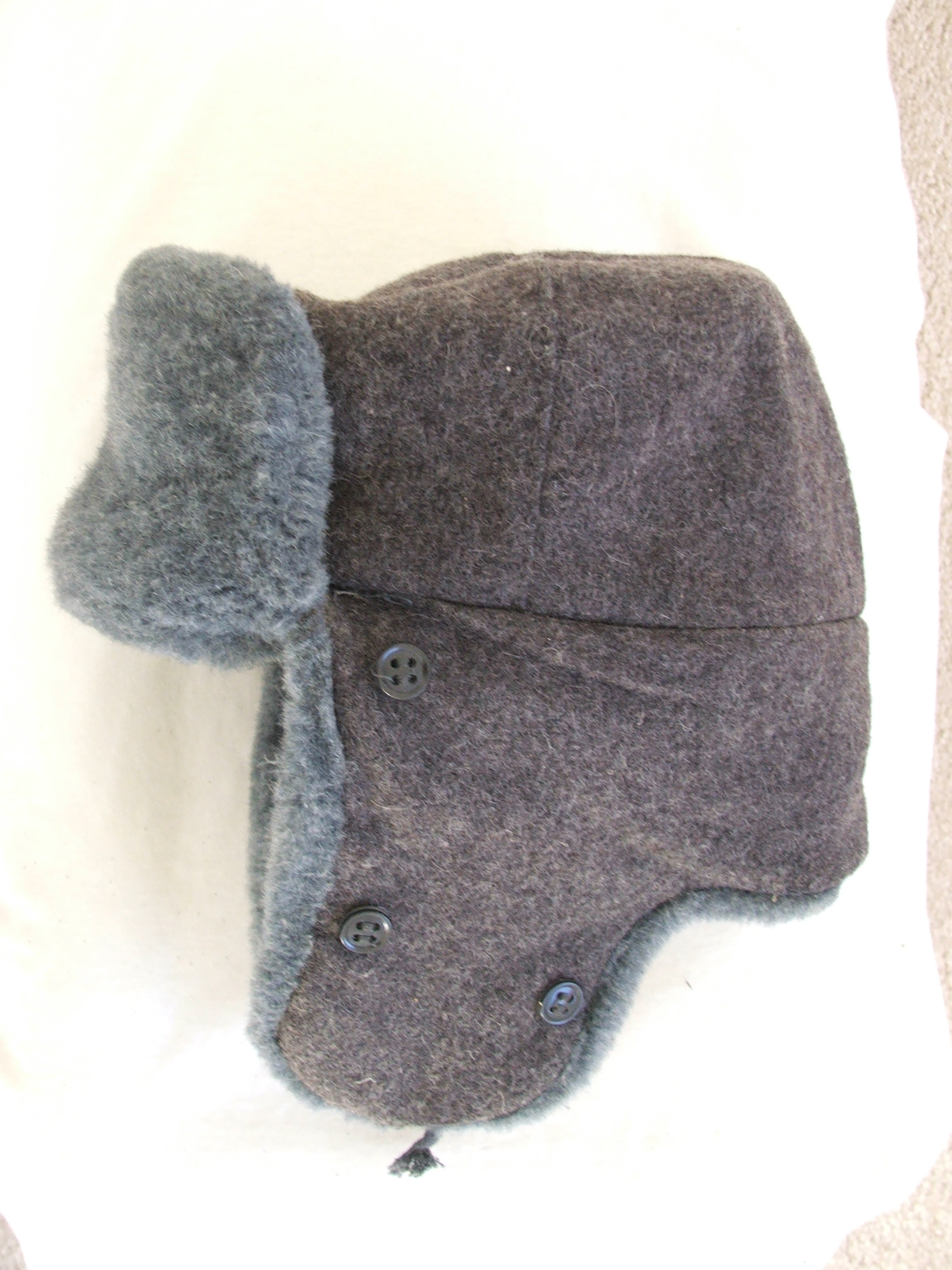
Uşancă cu clapele înnodate sub bărbie (profil)